# Kusano Shuji
Shuji Kusano (sinh ngày 2 tháng 4 năm 1970) là một cầu thủ bóng đá người Nhật Bản.

## Sự nghiệp câu lạc bộ
Shuji Kusano đã từng chơi cho Yokohama Flügels, Kashiwa Reysol và Brummell Sendai.